# Alain Lancelot

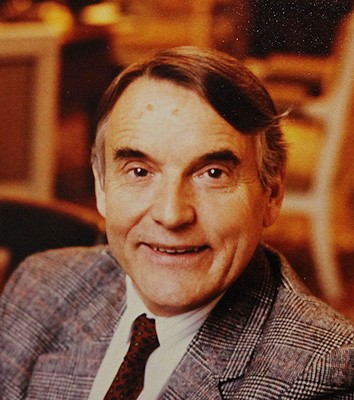
Alain Lancelot (2017)

Alain Lancelot (* 12. Januar 1937 in Chêne-Bougeries, Kanton Genf, Schweiz; † 14. Dezember 2020 in Vendôme, Département Loir-et-Cher) war ein französischer Politikwissenschaftler, Hochschullehrer und Verwaltungsbeamter. Er war von 1987 bis 1996 Direktor der Elitehochschule Sciences Po, anschließend bis 2001 Mitglied des Verfassungsgerichts (Conseil constitutionnel).

## Leben
Lancelot absolvierte nach dem Schulbesuch zunächst ein Studium der Literatur- und Geisteswissenschaften, die er mit einem Docteur ès lettres et sciences humaines abschloss. Ein weiteres postgraduales Studium der Politikwissenschaften beendete er mit einem Docteur en études politiques und absolvierte des Weiteren einen Studiengang  am renommierten Institut d’études politiques de Paris (Sciences Po), das er mit einem Diplom abschloss.
Seine berufliche Laufbahn begann er von 1963 bis 1970 als Forschungswissenschaftler am Centre national de la recherche scientifique (CNRS) und war daneben zwischen 1963 und 1967 auch Dozent (Maître de conférences) am Institut d’études politiques de Paris sowie anschließend von 1967 bis 1969 Studien- und Forschungsdirektor der zum SciencesPo gehörenden Fondation nationale des sciences politiques (FNSP). 1969 übernahm er eine Professur am Institut d’études politiques de Paris und lehrte dort dreißig Jahre lang bis 1999. Daneben unterrichtete er von 1968 bis 1973 auch als Professor am Institut d'études politiques de Grenoble und war von 1970 bis 1999 auch Direktor des Obersten Arbeitskreises für Marktforschung und Marketingstrategien am Sciences Po sowie zwischen 1970 und 1975 Generalsekretär der Französischen Gesellschaft für Politikwissenschaften AFSP (Association française de science politique). Darüber hinaus war er zwischen 1975 und 1987 Direktor des gemeinsamen Studienzentrums von CNRS und FNSP für zeitgenössisches politisches Leben in Frankreich.
1987 wurde Lancelot Nachfolger von Michel Gentot als Direktor des Institut d’études politiques de Paris und bekleidete dieses Amt bis zu seiner Ablösung durch Richard Descoings 1996. Zeitgleich war er zwischen 1987 und 1996 Mitglied des Verwaltungsrates der École nationale d’administration (ENA), die traditionell die Elite der französischen Verwaltungsbeamten ausbildet, sowie Präsident des Verwaltungsrates des Centre international d’études pédagogiques (CIEP) und auch Vizepräsident des Journalistenausbildungszentrums CFJ (Centre de formation des journalistes de Paris). Während dieser Zeit war er zudem zwischen 1992 und 1993 Mitglied der Kommission zur Reform des Wahlrechts und des Beratungskomitees für die Überarbeitung der Verfassung der Fünften Französischen Republik.
Ende März 1996 wurde Lancelot vom Präsidenten des Senats René Monory zum Mitglied des französischen Verfassungsgerichts, des Conseil constitutionnel, nominiert, um die neunjährige Amtszeit des am 23. März 1996 verstorbenen Marcel Rudloff zu vollenden. Die Funktion bekleidete er von April 1996 bis zum 6. März 2001.
2002 wurde er Mitglied der sogenannten Venedig-Kommission (Europäische Kommission für Demokratie durch Recht), eine Einrichtung des Europarates zur Beratung von Staaten in verfassungsrechtlichen Fragen, sowie zugleich Mitglied des Rates für demokratische Wahlen des Europarates.

## Veröffentlichungen
- La participation des Français à la politique (1961)
- Les attitudes politiques (1962)
- L’abstentionnisme électoral en France (1968)